# جيري بيرك
جيري بيرك (بالإنجليزية: Jerry Burke)‏ هو عازف بيانو أمريكي، ولد في 26 يوليو 1911، وتوفي في 13 فبراير 1965.

## روابط خارجية
- جيري بيرك على موقع IMDb (الإنجليزية)